# Euphorbia antilibanotica
Euphorbia antilibanotica är en törelväxtart som beskrevs av Paul Mouterde. Euphorbia antilibanotica ingår i släktet törlar, och familjen törelväxter. Inga underarter finns listade i Catalogue of Life.